# 예리코 (미사일)
예리코(히브리어: יְרִיחוֹ, 영어: Jericho)는 이스라엘의 탄도 미사일 시리즈이다.

#### 예리코 1호
예리코 1호는 1985년에 개량되었다. 고체 연료이며 2단의 MRBM이다.

#### 예리코 2호
예리코 2호는 샤빗 우주발사체의 원형으로 보인다. 샤빗 우주발사체는 무게 23톤, 3단 로켓으로 남아프리카공화국의 RSA-3와 닯았다.

#### 예리코 3호
예리코 3호(Jericho 3)는 이스라엘의 대륙간 탄도 미사일(ICBM)이다.

## 같이 보기
- 탄도 미사일